# Stanisław Ludwik Żurakowski
Stanisław Ludwik Żurakowski (ur. 5 lub 8 maja 1886 w Żytnikach, zm. w kwietniu 1940 w Katyniu) – polski prawnik, porucznik rezerwy artylerii i pospolitego ruszenia Wojska Polskiego, urzędnik samorządowy II Rzeczypospolitej, od 1928 do 1939 burmistrz Włodzimierza Wołyńskiego, Zdołbunowa i Ostroga, ofiara zbrodni katyńskiej.

## Życiorys
Urodził się 5 lub 8 maja w Żytnikach, w ówczesnym powiecie taraszczańskim na obszarze guberni kijowskiej, jako syn Edmunda i Marii z domu Jurjewicz. Został absolwentem gimnazjum w Żytomierzu. Przez trzy lata studiował historię na Uniwersytecie Moskiewskim. Ukończył studia prawnicze na Wydziale Prawa Uniwersytetu Kijowskiego.
Brał udział w I wojnie światowej, wpierw w szeregach Armii Imperium Rosyjskiego, później w oddziałach polskich. Otrzymał odznaczenia. Po odzyskaniu przez Polskę niepodległości wstąpił do Wojska Polskiego. Został awansowany na stopień porucznika artylerii ze starszeństwem z 1 czerwca 1919. Uczestniczył w wojnie polsko-bolszewickiej. W 1923, 1924 był oficerem rezerwowym 9 Pułku Artylerii Polowej w garnizonie Biała Podlaska. W 1936 został przeniesiony do pospolitego ruszenia i przydzielony do Okręgu Korpusu Nr III z siedzibą dowództwa w garnizonie Grodno. W 1934 jako porucznik rezerwy artylerii był przydzielony do Oficerskiej Kadry Okręgowej nr II jako oficer po ukończeniu 40. roku życia i pozostawał wówczas w ewidencji Powiatowej Komendy Uzupełnień Równe.
U zarania II Rzeczypospolitej pracował w starostwie powiatu łukowskiego z siedzibą w Łukowie. Następnie był zatrudniony we Włodawie i Lubomlu, a od 6 grudnia 1928 w Urzędzie Wojewódzkim w Łucku. W latach 1928–1931 pełnił urząd burmistrza Włodzimierza Wołyńskiego, od 12 października 1931 piastował natomiast stanowisko burmistrza Zdołbunowa. 17 sierpnia 1934 został burmistrzem Ostroga i sprawował ten urząd do końca istnienia II Rzeczypospolitej.
Po wybuchu II wojny światowej w okresie kampanii wrześniowej 1939 roku pozostawał na stanowisku burmistrza Ostroga wykonując swój urząd. W dniu agresji ZSRR na Polskę 17 września 1939 został aresztowany przez sowietów. Był przetrzymywany w więzieniu w Ostrogu, następnie w Łucku, skąd przewieziono go do Szepetówki, a ostatecznie osadzono w obozie jenieckim w Kozielsku. Wiosną 1940 został przetransportowany do Katynia i rozstrzelany przez funkcjonariuszy Obwodowego Zarządu NKWD w Smoleńsku oraz pracowników NKWD przybyłych z Moskwy (mordu dokonano na mocy decyzji Biura Politycznego KC WKP(b) z 5 marca 1940). Został pochowany na terenie obecnego Polskiego Cmentarza Wojennego w Katyniu, gdzie w 1943 jego ciało zidentyfikowano podczas ekshumacji prowadzonych przez Niemców (nr 1266). Przy zwłokach Stanisława Żurakowskiego, pochowanych w mundurze, zostały odnalezione pocztówka i obrazek ze świętym.
Jego żoną była od 1910 Maria z domu Jastrzębska, z którą miał ośmioro dzieci (Edmund, Anna – zmarła w dzieciństwie, Ludwik, Józef, Maria, Julia, Stanisław ur. 1920, Jadwiga – po mężu Czok, Antoni).

## Upamiętnienie
Została wydana publikacja pt. Listy z Kozielska burmistrza miasta Ostroga przygotowana do druku przez jego syna Stanisława (przebywającego po wojnie na emigracji w Wielkiej Brytanii); w 1989 opublikowana nakładem Instytutu Polskiego i Muzeum im. gen. Sikorskiego w Londynie oraz ponownie w 2011 w ramach serii Wołanie z Wołynia (Biały Dunajec – Ostróg); książka zawiera korespondencję Stanisława Żurakowskiego podczas uwięzienia na przełomie 1939/1940 oraz opis losów członków jego rodziny deportowanych w 1940 w głąb ZSRR, skąd wyszła wraz z armią gen. Andersa.
17 września 1994 r. z inicjatywy ks. proboszcza Witolda Józefa Kowalowa w kościele farnym w Ostrogu została odsłonięta bazaltowa tablica pamiątkowa poświęcona przedwojennego burmistrzowi m. Ostroga, zaś z inicjatywy Władysława Sidora ze Lwowa została otwarta wystawa „Katyń – zbrodnia nad zbrodniami”.
5 października 2007 roku minister obrony narodowej Aleksander Szczygło awansował go pośmiertnie do stopnia kapitana. Awans został ogłoszony 9 listopada 2007 roku w Warszawie, w trakcie uroczystości „Katyń Pamiętamy – Uczcijmy Pamięć Bohaterów”.
25 kwietnia 2010, w ramach akcji „Katyń... pamiętamy” / „Katyń... Ocalić od zapomnienia” i ówczesnych obchodów 70. rocznicy zbrodni katyńskiej, przy kościele Wniebowzięcia Najświętszej Maryi Panny w Ostrogu, parafii pod tym wezwaniem, został zasadzony Dąb Pamięci honorujący Stanisława Żurakowskiego. Zasadzenia dokonali mer miasta Ostróg, Taras Pustowit, oraz konsul generalny RP w Łucku, Tomasz Janik (drugim zasadzonym wówczas dębem został upamiętniony por. dr Konrad Szepelski).